# Meer van Antorno
Het Meer van Antorno (Lago d'Antorno) is een klein bergmeer in de Italiaanse Dolomieten. Het ligt in het noorden van de provincie Belluno nabij de plaats Misurina op 1866 meter hoogte.  
In het water weerspiegelen zich de grillige bergtoppen van de Cadini di Misurina die zich oostelijk van het meer verheffen. Nabij het Lago d'Antorno bevindt zich het tolstation van de weg die naar de berghut Rifugio Auronzo voert (2320 m), aan de voet van de beroemde Tre Cime di Lavaredo.